# 蘇守一
蘇守一（？—1607年），字际受，號悟台，福建晉江縣人，明朝政治人物。

## 生平
萬曆十年（1582年）壬午科福建鄉試第三十四名舉人。會試屢次不第。萬曆二十年（1592年）方登壬辰科三甲一百九十二名進士。刑部觀政，二十一年授滋阳縣知縣，二十三年丁憂。二十六年改任仪真縣知縣，二十八年充應天府同考，三十一年升任戶部主事，三十二年以知縣調用，三十三年告改順天府儒學教授，三十四年升國子監博士，三十五年卒。

## 佚事
苏守一中乡试後，数上春宫不遇。其侄苏宇庶戏言道：你要等我。最后叔侄二人中式同科进士，并建苏氏大宗祠。

## 家族
曾祖蘇庸膚，乡宾；祖父蘇洪照，乡宾；父蘇培宗。